# Xã đặc quyền Lansing, Michigan
Xã Lansing (tiếng Anh: Lansing Township) là một xã thuộc quận Ingham, tiểu bang Michigan, Hoa Kỳ. Năm 2010, dân số của xã này là 8.126 người.